# Circondario del Lago di Costanza
Il circondario del Lago di Costanza (in tedesco Bodenseekreis) è un circondario tedesco situato nel Land del Baden-Württemberg. Confina a sud con il Lago di Costanza, da cui prende il nome.

## Città e comuni
(Abitanti il 31 dicembre 2022)
| Città 1. Friedrichshafen (62 932) 2. Markdorf (14 356) 3. Meersburg (6 142) 4. Tettnang (20 037) 5. Überlingen (23 098) | Comuni 1. Bermatingen (4 177) 2. Daisendorf (1 564) 3. Deggenhausertal (4 412) 4. Eriskirch (4 992) 5. Frickingen (3 140) 6. Hagnau am Bodensee (1 496) 7. Heiligenberg (3 177) 8. Immenstaad am Bodensee (6 561) 9. Kressbronn am Bodensee (8 829) 10. Langenargen (7 810) 11. Meckenbeuren (13 807) 12. Neukirch (2 728) 13. Oberteuringen (5 021) 14. Owingen (4 603) 15. Salem (12 119) 16. Sipplingen (2 189) 17. Stetten (1 045) 18. Uhldingen-Mühlhofen (8 477) |